# Скороходівська загальноосвітня школа (Чернігівська область)
Скорохо́дівська ЗОШ І-ІІ ступенів — навчальний заклад с. Скороходове Талалаївського району Чернігівської області

## Історія закладу
Скороходівська початкова школа почала працювати з 1919. Першим учителем був Сунка Микола Гнатович. У школі нараховувалося до 30 учнів. З часом їх кількість зросла до 80.
Спочатку приміщення школи не опалювалося і тому навчалися переважно в теплу пору року. Підручників не вистачало і тому вони становили велику цінність.
У 1946/1947 навчальному році у школі навчалося 84 учні. Найбільший був 2 клас, в якому нараховувалося 39 учнів. Учителями на цей період працювали: Іваненко Галина Гнатівна, Мань Ганна Петрівна, Лиходід Ганна Іванівна. В школі навчалися учні з хутора Березовиця та села Скороходове.
По національності переважали українці. Лише 5 учнів були росіянами і 3 білорусами. Батьки усіх учнів були колгоспниками.
З 1950 року школа стає семирічною, в 1951/1952 навчальному році у школі навчалося 108 учнів, в 1952/1953 — 115 учнів, в 1955/1956 — 139 учнів.
З 1959 року школа стає восьмирічною. В школі навчаються діти з 5 сіл: Скороходове, Березовиця, Новопетровське, Обухове, Червоний Плугатар.
Класні кімнати знаходилися в трьох приміщеннях. В колишньому будинку пана Богути були класи і квартира директора школи. Богута Костянтин Федорович (20.05.1867-30.06.1921). 09.04.1893 всиновлений, потомственим дворянином, провінційним секретарем, Михайлом Адамовичем Кретчмером. Потомствений почесний громадянин села Липового згідно з указом № 2324 від 06.04.1894, похований на домашньому кладовищі, тобто на сучасній території школи. Імовірно, перший будинок школи, що зараз знаходиться у жахливому, аварійному становищі, побудований за батька К. Ф. Богути, штабс-ротмістра, Тимошевського Афанасія Федоровича, 1805-15.12.1883. Обидва власники є нащадками Андрієнко/Андрійовича Тимофія, сотника Красноколядинської сотні Прилуцького полку 1681—1701(?)рр. та першого відомого власника села Талалаївка.
У школі навчалась онука К. Ф. Богути, Тихонько Євгенія Григорівна, 25.11.1924-29.10.1988 рр., майбутній, багаторічний, керівник Київського Планетарію та заслужений діяч культури УРСР.
З 1962 по 1964 йшло будівництво нового приміщення школи і в 1964 заняття почалися в новій школі. Керував будівництвом школи, Звірко Іван Антонович, 1928 р.н.
По 1990 в школі навчалося від 108 до 130 учнів.
Так, наприклад, у 1982–1983 навчальному році наповнюваність становить: 0 клас — 11 учнів; 1 клас — 8 учнів; 2 клас — 8 учнів; 3 клас — 8 учнів; 4 клас — 17 учнів; 5 клас — 15 учнів; 6 клас — 11 учнів: 7 клас — 15 учнів; 8 клас — 10 учнів.
У 1996 до школи було добудовано приміщення бібліотеки, майстерні, їдальня та створений спортивний майданчик.
Кількість дітей у школі зменшилася з 1990 у зв'язку з відкриттям Червоноплугатарської середньої школи. З тих пір у школі навчаються діти лише села Скороходове.

## Директори школи
- Харченко Олексій Петрович
- Проценко Микола Степанович
- Василенко Іван Іванович
- Сабадаш Олексій Васильович
- Кунденко Віталій Петрович
- Клочко Людмила Іванівна
- Савицький Анатолій Васильович
- Борсук Катерина Іванівна